# Den østrigske skole
Den østrigske skole inden for økonomi blev oprindelig brugt om en gruppe økonomer ved Wien Universitet i slutningen af det 19. århundrede med Carl Menger som den mest fremtrædende. Også Eugen von Böhm-Bawerk og Friedrich Wieser tilhørte denne første bølge af østrigske økonomer, der gav væsentlige bidrag til udviklingen af neoklassisk økonomi.
Udtrykket bruges også om en nyere, heterodoks økonomisk retning, der bygger på Ludwig von Mises' og Nobelpristageren Friedrich Hayeks tanker. Denne retning prædiker en radikal laissez faire-orienteret økonomisk politik, der generelt tager afstand fra de fleste former for offentlig indblanding i markedsøkonomien og bl.a. afviser en institution som centralbanker. Mens en række af de vigtigste tanker fra den første bølge af østrigske økonomer i dag er en integreret del af moderne økonomisk videnskab, er de fleste økonomer omvendt kritiske overfor tankerne hos nutidens østrigske skole.

## Etymologi
Begrebet "den østrigske skole" stammer fra den såkaldte Methodenstreit (tysk for "metodestrid") i slutningen af 1800-tallet mellem medlemmer af den (tyske) såkaldte Historiske Skole på den ene side og Carl Menger og hans tilhængere på den anden side. Her forsvarede Menger den særskilte rolle, som deduktioner ud fra økonomisk teori kunne spille i udviklingen af økonomi som en videnskab, uafhængigt af indsamlingen og studiet af historiske vidnesbyrd. I 1883 offentliggjorde Menger et angreb på den Historiske Skoles metoder, og en af dennes ledere, Gustav von Schmoller, svarede med en negativ anmeldelse af Carl Mengers arbejde, hvori han også anvendte betegnelsen "den østrigske skole" om sine modstandere - en betegnelse, der vandt udbredelse og siden blev anvendt som generel betegnelse af tilhængerne selv.

## Historie

### Den første bølge
Den oprindelige østrigske skole bygger på de tre økonomer Carl Mengers, Eugen von Böhm-Bawerks og Friedrich von Wiesers arbejde i Wien i slutningen af det 19. og begyndelsen af det 20. århundrede. Især Mengers bidrag dannede sammen med englænderen William Stanley Jevons' og den fransk-schweiziske Léon Walras' tanker grundlaget for den såkaldte marginalistiske revolution, der var et centralt element i neoklassisk økonomisk teori. Netop i dette tidsrum afløste neoklassikerne den ældre klassiske økonomi som toneangivende retning indenfor den økonomiske videnskab.

### Senere i det 20. århundrede
Omkring midten af 1930'erne havde de fleste økonomer inkorporeret det, som de mente var de vigtigste bidrag fra den tidlige østrigske generation, og "østrigsk" økonomi blev ikke på det tidspunkt længere opfattet som nogen særlig distinkt gruppering. Efter 1940 har der imidlertid været en mere begrænset gruppe, inspireret af Friedrich Hayek og Ludwig von Mises, der har udviklet sig til den heterodokse økonomiske retning, der udgør den moderne udgave af den østrigske skole. I modsætning til den første bølge og til Hayek og von Mises selv, der alle var af østrigsk nationalitet og tilbragte i hvert fald en del af deres karriere i Wien, er de kendteste moderne tilhængere af den østrigske skole fortrinsvis amerikanere, sådan at betegnelsen i dag bruges udelukkende i overført betydning.

### Splid blandt moderne østrigere
I slutningen af det 20. århundrede opstod splid mellem to fløje indenfor den østrigske skole, som identificerede sig henholdsvis ud fra Hayeks eller von Mises' tankegang. Hayeks tilhængere accepterer mange synspunkter og metodiske tilgange indenfor mainstream-økonomien og adskiller sig blot fra denne ved at lægge særlig meget vægt på problemstillinger som det økonomiske koordineringsproblem og en uafhængig rolle til logisk ræsonnering i udviklingen af økonomisk teori. I modsætning hertil afviser Mises-tilhængere neoklassiske teorier om forbrugsadfærd og velfærdsteori, tager afstand fra brugen af empiriske metoder og matematiske og statistiske modeller som uanvendelige indenfor økonomi, og hævder, at økonomisk teori har udviklet sig i en helt forkert retning i det 20. århundrede. De præsenterer deres egen tankegang som et radikalt alternativt paradigme i forhold til mainstream-økonomi. Den amerikanske økonom Bryan Caplan har udtrykt det sådan, at "hvis Mises og Rothbard har ret, så er (mainstream-)økonomi grundlæggende forkert; mens hvis Hayek har ret, bør mainstream-økonomi blot justere sit fokus".

## Menneskelig handling
Studiet af menneskelig handling (Human Action) er i den østrigske skole kendt som praxeologi. Praxeologi er ifølge Ludwig von Mises neutral i forhold til det ultimative mål for handlingen. Menneskelig handlen er den logiske konsekvens af nogle grundlæggende sandheder – det vigtigste aksiom er målrettet handling for at fjerne ubehag. Individer handler bevidst for at nå valgte mål. Disse præferencer er individuelle og forskellige for forskellige individer på forskellige tidspunkter. Hvorvidt individet har "fjernet ubehag" gennem sine handlinger, er en personlig og subjektiv vurdering.
Murray N. Rothbard benytter udtrykket psykisk nytte om nytten af individuelle præferencer. Det vil ifølge denne definition eksempelvis være muligt for et individ at have den psykiske nytte ved at deltage i en revolution, eller indtage psykoaktive substanser, højt placeret på sin værdiskala.
Homo agens-aksiomet (menneskelig handlen) betyder ikke, at mennesket er en rationel aktør i den neoklassiske betydning.[kilde mangler] For at bruge indifferens-analysens sprogbrug: Der antages ikke, at aktøren har nået et punkt, hvor hans forbrug ikke kan tilfredsstilles yderligere, at han har fuldt kundskab om alle mulige valg, at hans præferencer er konsistente og transitive, eller at tid og smag er eksogent givne. Det "østrigske" individ handler ud fra begrænset information og under usikkerhed.
I stedet for at betragte mennesket som en maskine, der udsættes for eksterne stimuli, anser man den menneskelige hjerne for udgangspunktet for sociale fænomener. Det betyder, at hjernens begrænsede kognitive evne sætter begrænsninger på menneskets funktion; læreprocesser tager tid, og statsindblanding kommer nemt til at forstyrre markeds-, lære- og kommunikationsprocesser. Der findes et stærkt kantiansk træk i den østrigske skole, idet hjernen er i stand til at etablere teoremer, der er sande a priori. Ikke al adfærd er strengt økonomisk, men hvor adfærden har et aspekt af økonomisk nyttemaksimering, vil de økonomiske love nødvendigvis herske.

## Koordineringsproblemet
Hvilket problem står det enkelte handlende menneske så over for? Ifølge Friedrich Hayek svarer det til det økonomiske problem: Hvis den centrale database indeholder alle relevante oplysninger om dig, kan den afgøre, hvilke informationer du skal modtage hver dag. Hvis statens planøkonom har en totalviden om alle de midler, der er til rådighed, kan forbrugernes adfærd bestemmes via ren logik og beregning. Den enkelte person behøver ikke at træffe nogen beslutninger; de træffes alle sammen for ham.
Ifølge Hayek kan markedet, med prismekanismen som signal, betragtes som verdens mest avancerede informationssystem. Det økonomiske problem, samfundet er konfronteret med, er imidlertid ikke af beregningsmæssig art, eftersom de "data" om hele samfundet, som beregningen tager udgangspunkt i, aldrig vil blive tilgængelige. Mens den statslige planøkonom mangler informationer, har den enkelte borger adgang til informationerne og bruger dem også. Internettet er et eksempel på, hvorledes individet skaffer sig viden om kendsgerninger, som han herefter handler på baggrund af. Hvis den lokale boghandel tager for høje priser, bestiller han i stedet deres bøger på nettet. Han kan købe sin flybillet i det land, hvor prisen er lavest. Og evnen til at skaffe sig opdaterede oplysninger om et hvilket som helst emne vil påvirke de fleste beslutninger. Individet har i dag adgang til informationer, som selv den mest alvidende statslige planøkonom tidligere aldrig havde.

## Iværksætterelementet
Israel Kirzner fra New York University har udviklet en teori om iværksætterånd indenfor den østrigske skole. Kirzner hævder, at "i alle menneskelige aktiviteter er der et element til stede, der, selv om det er væsentligt for økonomiseringen af aktiviteter generelt, ikke i sig selv kan analyseres på baggrund af kriterier for økonomisering, maksimering eller effektivisering. Dette vil jeg kalde iværksætter-elementet".[kilde mangler]
Således er den østrigske skole mere optaget af selve processen for iværksættelse end af den måde, allokeringen finder sted på, når man først har defineret mål og midler. Iværksætteren fungerer i et univers af ufuldstændig viden. Det er derfor nødvendigt, at individer er opmærksomme på nye oplysninger. I en verden med uligevægt, "hvor den eksisterende viden er langt fra komplet", er det tydeligt, at markedsprocessen giver aktørerne nye oplysninger. Beslutningstagerne reagerer ikke kun på de givne data, men udviser snarere en iværksætteragtig opmærksomhed over for mulige ændringer i disse data. Den rendyrkede iværksætter er derfor en beslutningstager, hvis samlede funktion stammer fra hans opmærksomhed på hidtil ukendte muligheder.
Ved at opdage de nye muligheder bidrager iværksætteren til at skabe ligevægt i økonomien. Derfor er iværksætteren af afgørende betydning for markedsprocessen. Kirzner betragter iværksætteren ikke som en kilde til innovative ideer opstået af ingenting, men som værende opmærksom på de muligheder, der findes i forvejen, og som blot venter på at blive opdaget. Det følger af den østrigske tilgang, at iværksætteren bidrager til en bevægelse fra ubalance (og manglende koordination) til ligevægt (og koordination). For mange iværksættere er internettet den primære måde at udveksle sådanne oplysninger på. Det er her, de nye muligheder kan blive opdaget, og det er her, den enkelte kan handle på baggrund af de foreliggende muligheder.
Ikke-østrigske økonomer har påpeget, at Kirzners teori om iværksættere kan gengives som en ret gængs neoklassisk søgemodel og dermed ikke udgør noget egentligt alternativ til mainstream-økonomisk teori.

## Østrigsk konjunkturteori
Østrigsk konjunkturteori er et forsøg på at forklare større konjunkturændringer ved hjælp af forstyrrende indgreb fra centralbankerne, når de via deres pengepolitik påvirker renten i økonomien. Mens det er et almindelig anerkendt økonomisk resultat, at en forfejlet pengepolitik kan skabe uønskede konjunkturbevægelser, er det i den østrigske konjunkturteori den eneste væsentlige faktor bag større recessioner. I den forstand spiller den østrigske kapitalteori med dens fokus på forskellige former for investeringer en særlig rolle. Lempelig pengepolitik, der medfører en lav rente, gør specielt meget langsigtede investeringer relativt attraktive i forhold til investeringer med en kortere tidshorisont, fordi nutidsværdien af de førstnævnte stiger relativt mere, når renten falder. Det medfører fejlinvesteringer og et kapitalapparat, der er for stort. Når renten før eller siden stiger igen, sker der en naturlig korrektion i form af en recession, indtil kapitalapparatet er blevet reduceret til en mere passende størrelse igen. Denne lavkonjunktur ses således som en naturlig korrektion, og østrigske økonomer er derfor overfor forsøg på at dæmpe konjunkturudsving ved hjælp af aktiv kontracyklisk penge- eller finanspolitik, som ifølge østrigsk tankegang blot vil forlænge den nødvendige tilpasning og dermed krisen.
Tilhængerne af østrigsk konjunkturteori mener, at Friedrich Hayek og Ludwig von Mises ved hjælp heraf forudsagde depressionen i 1929, mens andre har sat spørgsmålstegn ved denne opfattelse.

## Inflation
Den typiske definition på inflation for den østrigske skole afviger fra den gængse definition, ifølge hvilken inflation er lig med generelle stigninger i prisen på forbrugsvarer, typisk udtrykt ved stigningen i forbrugerprisindekset. I modsætning hertil definerer den østrigske skole inflation som en udvidelse af pengemængden i samfundet.[kilde mangler] Eftersom det er centralbanken, der sammen med de private forretningsbanker skaber penge, er det dermed dem, som skaber inflationen i samfundet. Østrigske økonomer er derfor skeptiske overfor såvel centralbankpolitik som det brøkreservebankvæsen, der er typisk i moderne økonomier, hvor de private forretningsbanker udvider pengemængden gennem deres indlåns- og udlånsvirksomhed.
At pege på centralbanken og forretningsbankerne som de eneste årsager til inflation afviger fra, hvad de fleste mainstream-økonomer vurderer. De mener i stedet, at der eksempelvis kan komme inflation (her prisstigninger) ved, at olieprisen stiger, ved ændringer i valutakursen, eller ved en overophedning af økonomien, da inflationen er afhængig af økonomiens aktivitetsniveau. For de østrigske økonomer medfører et fald i valutakursen eller en stigende oliepris det ikke inflation, men er i stedet konsekvensen af inflation. Tankegangen kan være som følger:
Antag et marked med en fast pengemængde. Hvis prisen på olie stiger må det være på grund af øget efterspørgsel relativt til udbuddet. Hvis udbuddet bliver mindre medfører det med den samme efterspørgsel, at prisen vokser, hvilket resulterer i, at befolkningen har færre penge til at købe andre varer, og dermed bør prisen på andre varer falde. Det samme gælder ligeledes den anden vej, og med en fast pengemængde ville samfundet sandsynligvis se faldende priser, eftersom samfundet bliver mere effektivt til at producere (eks. faldende priser på computere, mobiltelefoner mm.). Derimod vil det medføre inflation og generelle prisstigninger i samfundet, når centralbanken trykker penge og bringer dem ud i samfundet.
Mens ECB og en række andre centralbanker helst ser en stabil prisudvikling på eksempelvis 2 % om året, foretrækker den østrigske skole, at man overlader udstedelsen af penge til private selskaber eller går over til guldstandarden, som er sværere at duplikere, og som gennem det meste af historien har været brugt som betalingsmiddel.[kilde mangler]

## Kritik af økonomisk politik
Mainstream-økonomer anbefaler ofte at føre en kontracyklisk konjunkturstabiliserende økonomisk politik. Det indebærer bl.a., at man benytter sig af ekspansiv penge- eller finanspolitik i krisetider, hvor der skrues op for den samlede efterspørgsel, enten ved skattelettelser eller ved stigninger i de offentlige investeringer eller det offentlige forbrug. Idéen er her, at eftersom det er en nedgangstid, og aktivitetsniveauet i økonomien er lavt, hvilket resulterer i lav inflation (muligvis endda deflation, dvs. faldende priser) og stigende arbejdsløshed, må staten hellere hjælpe økonomien i gang.
Som beskrevet under afsnittet om østrigsk konjunkturteori ser de østrigske økonomer ikke recessioner som et problem, men som løsningen på den misallokering, der finder sted som følge af spekulative investeringer, som blev lavet under en foregående højkonjunktur. Løsningen er at lade de lønninger, der er skabt på grundlag af et unaturligt højt aktivitetsniveau, falde, og typisk skal der ske et skift i beskæftigelsen fra de erhverv, der har haft gavn af den høje aktivitet, til andre mere produktive erhverv. Via ekspansiv finanspolitik vil man blot forlænge kriseperioden, da det vil besværliggøre markedets naturlige korrektion.
Blandt østrigske økonomer anses det således for at være en fejl, at de offentlige udgifter i USA steg under depressionen i 1930'erne for at modvirke de værste konsekvenser af krisen. Herved forsøgte staten at modvirke den naturlige markedsmekanisme, og modvirkede dermed, at lønningerne hos specielt landmændene faldt tilstrækkelig meget, hvilket den østrigske skole så som en nødvendighed for at løse krisen.

## Kritik af den østrigske skole
Den heterodokse tanker i den moderne østrigske skole bliver kritiseret af andre økonomer for at være fejlagtige på en række forskellige områder, både af metodologisk, teoretisk og empirisk karakter. Et kritikpunkt er, at den østrigske økonomiske metode afviser den brug af matematiske og statistiske metoder, som er grundlaget for den meste moderne økonomiske videnskab. I et kendt opgør med østrigerne har den tidligere tilhænger, økonomen Bryan Caplan fremført, at mange østrigere ganske enkelt ikke har forstået en række vigtige bidrag i moderne mainstream-økonomi og derfor overdrevet forskellene hertil. Paul Krugman har udtalt, at fordi østrigerne ikke bruger eksplicitte matematisk funderede modeller, er de ikke bevidste om hullerne i deres egen tankegang.
En række forskellige økonomer, heriblandt Nobelpristagerne Milton Friedman og Paul Krugman samt Gordon Tullock og Bryan Caplan, har påpeget en række tilfælde, hvor de mener, at de østrigske tanker bliver modsagt af teorien; det gælder især den østrigske konjunkturteori.

Desuden er en væsentlig indvending mod den østrigske konjunkturteori, der ofte fremføres, at den forudsætter, at virksomhederne opfører sig systematisk irrationelt og kortsynet ved ikke at tage højde for sandsynligheden af senere rentestigninger. Bryan Caplan har formuleret det sådan: "Hvorfor tror Rothbard, at forretningsmænd er så inkompetente til at forudsige den økonomiske politik? Han tiltror dem iværksættermæssige forudsigelser om alle markedsskabte forhold, men mener pudsigt nok, at de er ude af stand til at forudsige forventede udvikling i den økonomiske politik, og endda til at undgå at blive offer for simple bogholderimæssige illusioner skabt af inflation og deflation... især i lande med tradition for interventioner skulle man tro at den naturlige udvælgelse ville eliminere forretningsfolk med en så gigantisk blind plet."